# Seille (récipient)
Pour les articles homonymes, voir Seille.

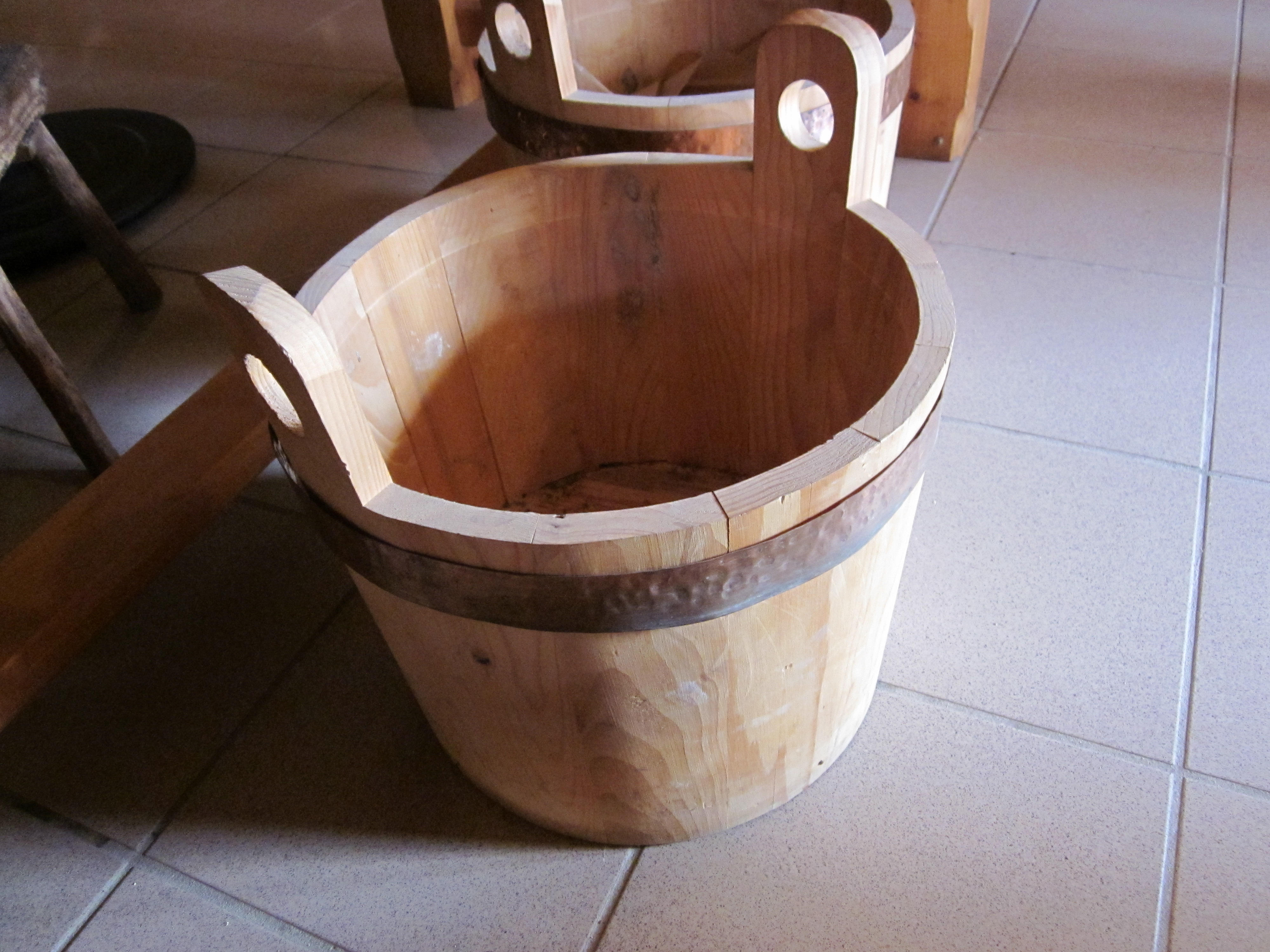
Boissellerie : Seille traditionnelle en bois

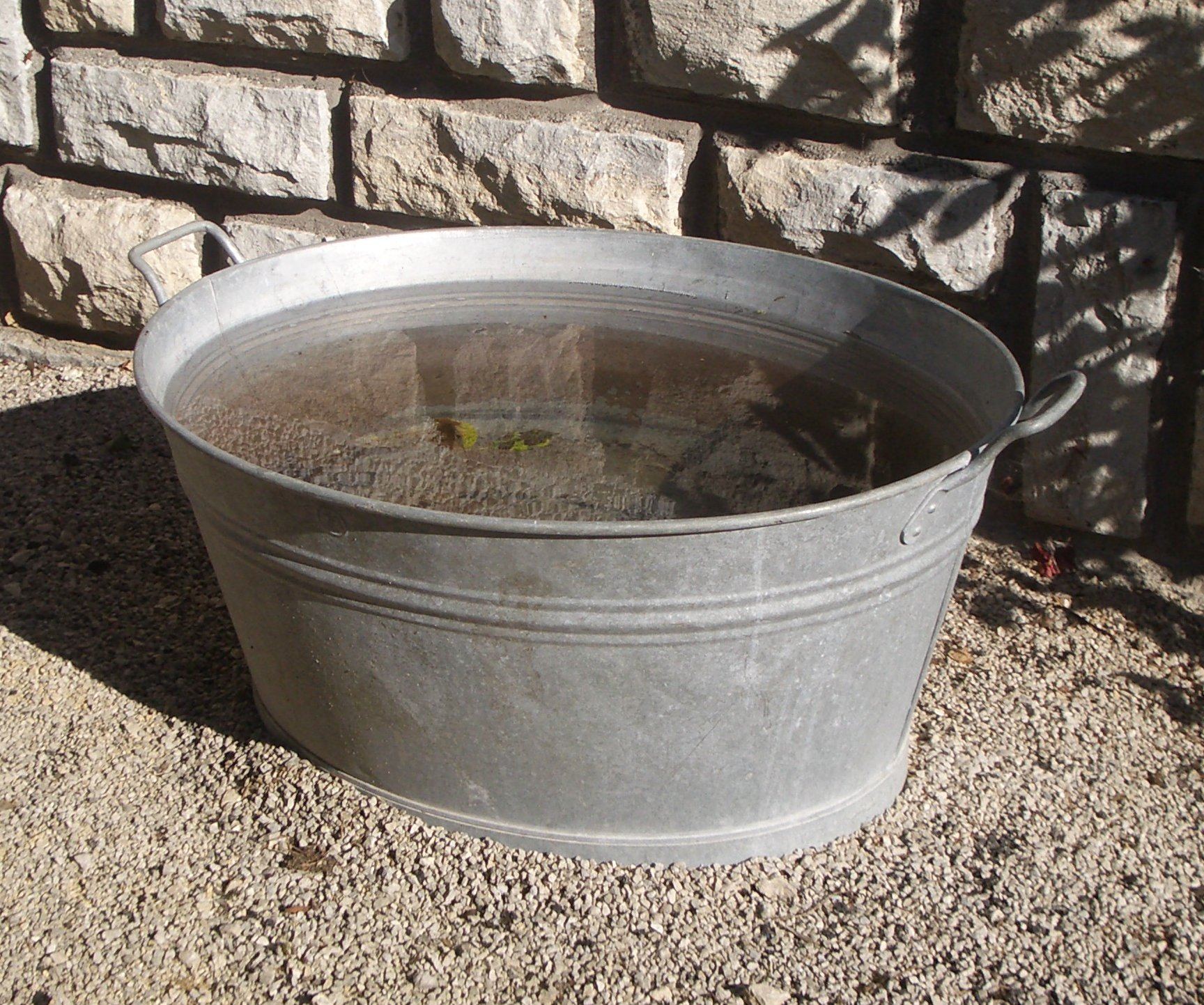
Une seille ovale en métal, remplie d'eau

Une seille est un récipient en bois ou en métal, rond ou ovale, semblable à un seau ou à une bassine de par sa forme.  La seille possède généralement deux poignées latérales saillantes ou découpées dans le bois. C'est un récipient de grande contenance qui était utilisé autrefois dans les tâches ménagères, pour laver le linge ou baigner les enfants, par exemple.
C'est un récipient couramment présent dans les fermes franc-comtoises et encore largement utilisé dans cette région. 
La seille à traire est un modèle plus petit destiné à recueillir le lait lors de la traite des animaux. Celle-ci ne possède qu'une seule poignée latérale.